# 문용린
문용린(文龍鱗, 1947년 7월 3일~2023년 5월 29일)은 대한민국의 교육인이다. 김대중 정부에서 교육부 장관을 지냈으며 제19대 서울특별시교육감을 역임하였다. 본관은 남평이다.
1947년 만주(서간도) 푸순 시에서 평안북도 삭주군 출신 아버지와 서간도 한국인인 어머니 사이에서 태어난 후 국내로 돌아와 여주시에 정착했다. 여주자영농업고등학교와 서울대학교 사범대학 교육학과를 졸업하고 미국 미네소타 대학교 대학원 교육심리학과에서 박사 학위를 취득했다. 
서울대학교 교육학과 교수, 한국교육개발원 도덕교육연구실 실장을 거쳐 김대중 정부에서 교육부 장관을 지냈으며 문화시민운동중앙협의회 회장 겸 서울대학교 사범대학 교육학과 교수를 역임했다. 대통령직속 교육개혁위원회 상임위원, 대통령 자문 정책기획위원회 위원, 미네소타 대학교 풀브라이트(Fulbright) 교환 교수 등을 역임했다. 종교는 천주교이며, 세례명은 돈 보스코이다. 
2012년 대한민국 재보궐선거에서 서울시 교육감(보수진영)후보로 나와서 54.2%
의 득표율로 당선이 되었다.
2014년 6.4 지방선거에 서울시교육감으로 재선을 위해 출마하였으나, 진보진영의 조희연 후보에 밀려 재선에 실패하였다.
2016년 3월부터 제20대 한국교직원공제회 이사장을 맡았다.

## 저서 및 역서

### 주요저서
- 《도덕과교육》, 을지출판사, 1988
- 《보다 나은 삶을 지향하는 젊은이를 위하여》, 형설출판사 1990
- 《나는 어떤 부모인가》, 성바오로출판사, 1993
- 《신세대 부모여 확신을 가져라》, 바오로딸, 1994
- 《나는 어떤 부모인가》, 열린, 1996
- 《이젠 우리 아이들에게 이런 부모가 필요하다》, 프레스빌, 1997
- 《EQ가 높으면 성공이 보인다》, 글이랑, 1998
- 《신세대 부모여, 확신을 가져라》, 열린출판, 2002
- 《학교교육 이렇게 살리자》, 나남출판, 2002
- 《지력 혁명》 , 비즈니스북스, 2004
- 《그러나 그의 삶은 따뜻했다》, 산해 , 2004
- 《열살 전에 사람됨을 가르쳐라》, 갤리온, 2007
- 《내아이 크게 멀리보고 가르쳐라》, 북스넛, 2008
- 《부모가 아이에게 물려주어야 할 최고의 유산》, 리더스북스, 2009

### 역서
- 《브론펜브레너가 본 미국과 소련의 아이들》 ,유리 브론펜브레너, 샘터출판사, 1993
- 《(피아제가 보여주는)아이들의 인지세계》, Mary Sime, 학지사, 1998
- 《에디슨 아동, 키워주고 살려주고》, Lucy Jo Palladino, 세종서적, 1998
- 《비범성의 발견》 , Howard Gardner, 해냄 , 1999
- 《(콜버그)도덕성 발달 이론》 , Lawrence Kohlberg, 아카넷 , 2000
- 《도덕 심리학》 , Daniel K Lapsley, 中央適性
- 《다중지능 : 인간 지능의 새로운 이해》 , Howard Gardner, 김영사, 2001
- 《열정과 기질 : 거장들의 삶에서 밝혀낸 창조성의 조건》, Howard Gardner, 북스넛, 2004
- 《도덕성의 발달과 심리》 , William M Kurtines, 학지사, 2004
- 《GOOD WORK》, Howard Gardner, Mihaly Csikszentmihalyi, William Damon, 생각의 나무, 2007
- 《도덕성과 문화 : 사회 맥락 그리고 갈등》, Elliot Turiel, 시그마프레스,2009 (공역)

### 공저
- 《교과교육전서》,갑을출판사, 1988
- 《논쟁의 시대》, 형설출판사 , 1992
- 《세계속의 한국대학》, 교육과학사, 1999
- 《교육 리더십》, 교육과학사, 2004
- 《21세기 문화시민운동 가정에서부터 시작하자》, 지식산업사, 2005
- 《학교폭력 예방과 상담》, 학지사, 2006

## 역대 선거 결과
|  | 54.17% |

|  | 30.65% |